# Первомайская улица (Калуга)
Первомайская улица — старинная улица в Калуге, ведущая свою историю с 1785 года.
Предыдущие название — Горшечная (Гончарная). С установлением советской власти получила имя Шевченко. Первомайской улица стала в 1930-х годах. Частью улицы также стал Куков переулок (ранее Первомайский проспект).
Народное название — Первомайка.

## Достопримечательности
На улице (Первомайская, 19) расположен уникальный памятник архитектуры: Гончарная ратуша (дата создания 1703 или 1705 год). По адресу Первомайская, 39 — старинный дом Устряловых (см. Устрялов, Николай Васильевич) и ряд других памятников архитектуры.